# Michael C. Burgess
Michael Clifton Burgess (Rochester, 23 dicembre 1950) è un politico statunitense, membro della Camera dei Rappresentanti per lo stato del Texas dal 2003 al 2025.

## Biografia
Nato nel Minnesota, Burgess studiò medicina e per molti anni svolse la professione di ostetrico. Nel 2002 entrò in politica con il Partito Repubblicano e si candidò alla Camera dei Rappresentanti per il seggio lasciato da Dick Armey. Nelle primarie affrontò e sconfisse il figlio di Armey, per poi vincere anche nelle generali. Da allora Burgess venne sempre riconfermato con alte percentuali di voto, anche grazie alla forte presenza di elettori repubblicani nel suo distretto. Burgess è considerato un repubblicano molto conservatore, specialmente sui temi sociali.